# Soeuy Visal
Soeuy Visal (en camboyano: សឿយ វិសាល, Sœăy Vĭsal, Nom Pen, Camboya; 19 de agosto de 1995) es un futbolista de Camboya que juega en las posiciones de defensa central y centrocampista. Actualmente milita en el Preah Khan Reach Svay Rieng de la Liga Premier de Camboya.

## Carrera

### Club
| Periodo   | Club                           |
| --------- | ------------------------------ |
| 2013–2014 | Asia Europe University FC      |
| 2014–     | Preah Khan Reach Svay Rieng FC |

### Selección nacional
Debutó con Camboya en 2014 y su primer gol internacional lo anotó el 3 de noviembre de 2015 en la victoria por 6-1 ante Brunéi en un partido amistoso en Nom Pen, Camboya. Participó en	los Juegos del Sudeste Asiático de 2017.

## Logros
- Liga Premier de Camboya (2): 2019, 2023/24
- Copa Hun Sen (3): 2015, 2017, 2023/24